# 城北街道 (莎车县)
城北街道是中华人民共和国新疆维吾尔自治区喀什地区莎车县下辖的一个街道办事处。

## 行政区划
城北街道下辖以下村级行政区划单位：
文化路社区、园丁社区、康宁社区、智慧路社区、开发区社区、英麦勒社区、希望社区、新风路社区。